# Aglaostigma aucupariae
Aglaostigma aucupariae är en stekelart som först beskrevs av Johann Christoph Friedrich Klug 1817.  Aglaostigma aucupariae ingår i släktet Aglaostigma, och familjen bladsteklar. Arten är reproducerande i Sverige.